# Uwe Stickert
Uwe Stickert (* 3. Oktober 1974 in Sonneberg) ist ein deutscher Opern- und Konzertsänger (lyrischer Tenor).

## Leben
Uwe Stickert absolvierte ein Gesangsstudium an der Hochschule für Musik Franz Liszt in Weimar bei Mario Hoff und schloss es mit Auszeichnung ab. Stationen seiner Opernlaufbahn waren u. a. die Komische Oper Berlin, das Aalto-Theater Essen, die Städtischen Bühnen Heidelberg, das Nationaltheater Weimar und das Nationaltheater Mannheim.
Stickert hat sich zunehmend auch auf das französische Opernfach spezialisiert. 2014 war er Raoul in Les Huguenots. Die Zeitschrift Opernwelt erwähnte ihn im Jahrbuch 2014 unter „Wichtige Sänger der Saison“. 2015 sang er den Faust in La damnation de Faust. An der Opéra de Nice gab er 2016 sein Debüt als Raoul und in Nürnberg den Leopold in La Juive. 2017 folgte Gounods Faust in Bern. 2018 sang Uwe Stickert den Desportes in den Soldaten von Bernd Alois Zimmermann am Teatro Real in Madrid und an der Oper Nürnberg. Außerdem sang er erstmals den Henri in Les vêpres siciliennes von Giuseppe Verdi.
2019 sang er Fierrabras von Franz Schubert und den Dichter in Reigen von Philippe Boesmans am Theater Bern. 2020 folgte erstmals Florestan in Fidelio am Staatstheater Cottbus und Lohengrin am Theater Erfurt. 2021 sang er Peter Grimes an der Oper Avignon, 2022 Król Roger in Cottbus sowie Hoffmanns Erzählungen am Theater Würzburg. Im Jahr 2023 gab er sein Debüt als Alwa in Lulu am Staatstheater Darmstadt.

## Diskografie
- Anna-Amalia von Sachsen-Weimar: Erwin und Elmire. Mit Johannes Kaleschke, Eleonore Marguerre, Heike Porstein, Uwe Stickert, Dominique Horwitz (Sprecher), Thüringisches Kammerorchester Weimar; Dirigent: Martin Hoff. Deutsche Schallplatten, 2007
- Jon Pescevich: Lied Wie ein Bogenstrich auf dem Album At the Edge of Night. Piano: Andreas Korn, Violine: Gernot Süßmuth. Centaur, 2017
- Paul Dessau: Lanzelot. Mit Emily Hindrichs (Elsa), Máté Sólyom-Nagy (Lanzelot), Oleksandr Pushniak (Drache), Juri Batukov (Charlemagne), Wolfgang Schwaninger (Bürgermeister), Uwe Stickert (Heinrich), Daniela Gerstenmeyer (Kater), Andreas Koch (Medizinmann) Staatskapelle Weimar; Dirigent: Dominik Beykirch. Audite, 2023.

## Privates
Stickert lebt zusammen mit seiner Frau Eleonore Marguerre, ebenfalls eine Opernsängerin und ihren beiden Kindern in Weimar.